# Olasztelek
Olasztelek (románul Tălișoara) falu Romániában, Kovászna megyében, Bardóc fiúszék egykori központja. Közigazgatásilag Bardochoz tartozik.

## Nevének eredete
Nevét a Károly Róbert alatt bevándorolt olasz telepeseiről kapta.

## Fekvése
Sepsiszentgyörgytől 50 km-re északnyugatra, Baróttól 4 km-re északra az Őrhegy lábánál, a Kormos-patak balparti teraszán fekszik.
Gépkocsival a 131-es számú megyei út mentén, vasúton a 300-as fővonalon fekvő ágostonfalvi vagy málnásfürdői állomásokon keresztül közelíthető meg.

## Története
1333-ban Olazteluk néven említik először. Régi templomát a tatárjáráskor lerombolták. Református temploma 13 – 14. századi eredetű volt, de ezt 1857-ben lebontották
A település és az itt lakó emberek eredetére választ kereső különböző elméletek közül csak abban van megegyezés, hogy valamennyien a település nevében is fellelhető, és az őshonos, olaszos hangzású családnevek – Márkó (Markó), Kolumbán, korábban még gyakran előforduló Fábián – által is alátámasztott olasz eredetről beszélnek. Mára már a Fábián család kihalt, a Márkók és Kolumbánok azonban ma is a falu ősi és legszélesebb magvát képezik.
Arra vonatkozóan, hogy az őslakók mikor és milyen körülmények között kerültek ide és telepedtek meg e helyen már eltérőek a vélemények: egyesek a római birodalom határait vigyázó környékbeli castrum lakóiban és utódaiban, az Attila római hadjárataival ide vetődő olaszokban, mások az első magyar királyok által ide telepített olasz mesterekben vélik felfedezni a település őslakosait.

## Lakossága
1910-ben 838 lakosából 837 magyar, 1 román volt. A trianoni békeszerződésig Udvarhely vármegye Homoródi járásához tartozott. 1992-ben 773 lakosából 764 magyar, 9 román volt.
A települést szabad székely határőrök leszármazottai lakják, a 2002. évi népszámlálási adatoknak megfelelően összesen 750-en, mely a következőképpen oszlik meg: 742 magyar illetve 8 román anyanyelvű lakos; vallási hovatartozás szempontjából 633 református, 56 római katolikus, 48 unitárius, 8 ortodox, 1 személy Jehova tanúinak és 4-en más felekezetnek a követői.
A helybéli román anyanyelvűek is jól beszélik a magyar nyelvet, amely, akárcsak egész Erdővidéken, itt is sajátos alakot őriz: az e-zés, ö-zés, ü-zés bizonyos formáit (es – is, eppen – éppen, engömöt – engemet, embör – ember, münköt – minket), valamint őrzi a Károli-féle bibliafordítás sajátos, régies nyelvezetét (például vala – volt , mondám – mondtam).
Annak ellenére, hogy az elmúlt 60 évben több mint 300-an költöztek el, (Kolumbán Csaba bácsi összeírása szerint) elsősorban fiatalok, a be- vagy visszaköltözések száma elég csekély és az évi születések száma legjobb esetben is csak ritkán éri el vagy haladja meg a 10-et, 134 a 18 év alatti a fiatalok, valamint 51 a 75 év fölötti korúak száma, így az elöregedési mutató (2,62) biztató jövőt jósol a közösség számára.
Ugyanakkor vonzóvá teheti a környékbeli fiatalabb generáció számára az évszázadok óta megőrzött etnikai egységessége, vagy a vidék kisvárosához, Baróthoz s így egyben a környék egyetlen középiskolájához, kórházához, nagyobb gazdasági egységekhez – munkalehetőséghez való közelsége.
Hogy az évszázadok alatt megmaradt ennyire egységesnek, az annak is tulajdonítható, hogy tudatosan vigyázta az egységességet, a rokonházasságra is hajlott, hogy erőforrásainak, földterületének feldarabolódását, bomlását megakadályozza. Igaz, hogy szorgalma és élni akarása mellett ezért a viszonylagos zárkózottságáért a "szász" gúnynévvel illetik a környék lakói. Szorgalmas, igyekvő jellemükről az a régi kis gúnyvers emlékezik meg, mely szerint “Olasztelek bocskortelek, bolond aki benne telel!”- télen is annyi munkát adtak a szolgának, hogy a lábbeli akkor sem került le hosszú időre annak lábáról.

## Látnivalók
- Mai temploma 1858-ban épült fel, alacsony kőfalában áll 1795-ben épített tornya.
- A Daniel család kastélya 1609 körül épült, 1668-ban bővítették és átalakították, 1884-ben megújították. Egykor védőfal övezte, melynek nyomai még láthatók.

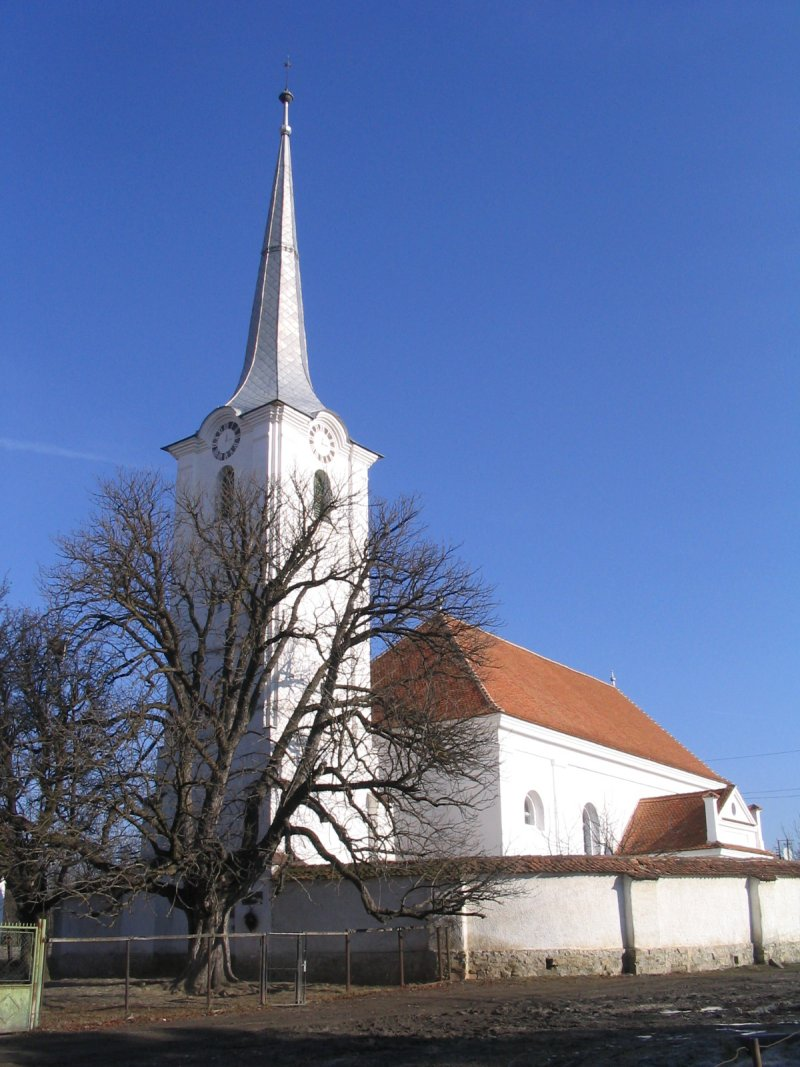
Református templom
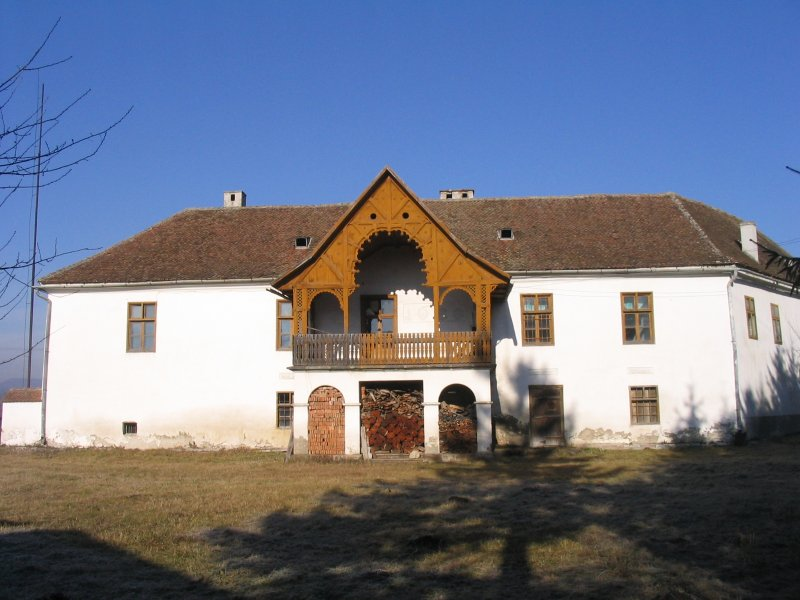
Daniel-kastély
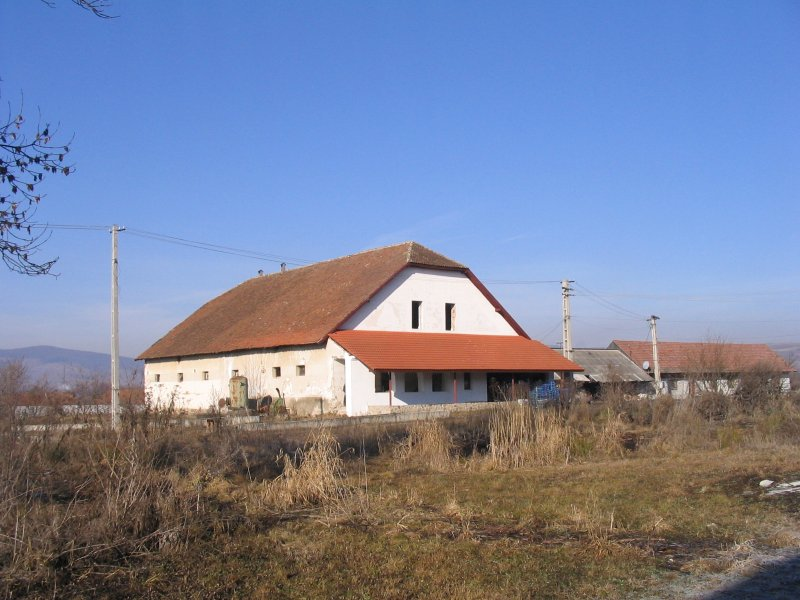
Bethlen-kúria

## Híres emberek
- Itt született Hermányi Dienes József (1699) református lelkész, író;
- Itt született Kolumbán Lajos (1875. december 18.): etnográfus;
- Itt született Márkó Imre (1939. november 1.) novellista, színikritikus, fogorvos.

## Testvértelepülései
- Ács, Magyarország
- Körösnagyharsány, Magyarország
- Willsum, Hollandia